# Dobry rok (film)
Dobry rok – amerykańska komedia romantyczna z 2006 roku na podstawie powieści Petera Mayle’a pod tym samym tytułem. Film nie odniósł komercyjnego sukcesu – przyniósł tylko 42 mln USD przy wydatkach na poziomie 35 mln USD. W recenzji w Guardian Piotr Bradshaw napisał – "a humourless cinematic slice of tourist gastro-porn" (niezabawny kinowy
kawałek turystycznej gastro-pornografii).

## Główne role
- Russell Crowe – Max Skinner
- Freddie Highmore – młody Max
- Albert Finney – wujek Henry
- Marion Cotillard – Fanny Chenal
- Abbie Cornish – Christie Roberts
- Didier Bourdon – Francis Duflot
- Isabelle Candelier – Ludivine Duflot
- Tom Hollander – Charlie Willis
- Archie Panjabi – Gemma
- Kenneth Cranham – sir Nigel
- Valeria Bruni Tedeschi – Nathalie Auzet

## Fabuła
Max Skinner jest maklerem giełdowym. Świetnie się czuje w wyścigu szczurów. Pewnego dnia dowiaduje się, że jego wuj mieszkający w Prowansji zmarł. W testamencie zapisał mu dom i winnicę. Przybywając na miejsce Max postanawia sprzedać dom jak najszybciej.